# Raymond, Cher
Raymond là một xã thuộc tỉnh Cher trong vùng Centre-Val de Loire miền trung Pháp. Its inhabitants are known as Raymondois.

## Dân số
| 1962                                | 1968 | 1975 | 1982 | 1990 | 1999 | 2006 |
| ----------------------------------- | ---- | ---- | ---- | ---- | ---- | ---- |
| 167                                 | 199  | 173  | 177  | 162  | 156  | 197  |
| Từ năm 1962 Dân số không tính trùng |      |      |      |      |      |      |